# Ponte Maputo-Catembe
Il Ponte Maputo-Catembe è un ponte del Mozambico. Inaugurato il 10 novembre 2018, il ponte collega la capitale Maputo con il villaggio di Catembe, attraversando l'estuario dello Espirito Santo. Con una luce di 680m, si tratta del più grande ponte sospeso del Mozambico nonché del continente africano. Costruita in gran parte con capitali cinesi, l'opera è la più grande e costosa infrastruttura costruita in Mozambico dalla sua indipendenza, avvenuta nel 1975.